# Petrochóri (ort i Grekland, Thessalien, Trikala)
Petrochóri är en ort i Grekland.   Den ligger i prefekturen Trikala och regionen Thessalien, i den centrala delen av landet, 250 km nordväst om huvudstaden Aten. Petrochóri ligger 678 meter över havet och antalet invånare är 219.
Terrängen runt Petrochóri är kuperad åt sydväst, men åt nordost är den bergig. Runt Petrochóri är det ganska glesbefolkat, med 22 invånare per kvadratkilometer. Närmaste större samhälle är Eláti, 6,0 km norr om Petrochóri. I omgivningarna runt Petrochóri växer i huvudsak blandskog.